# 판타스틱 어드벤처스

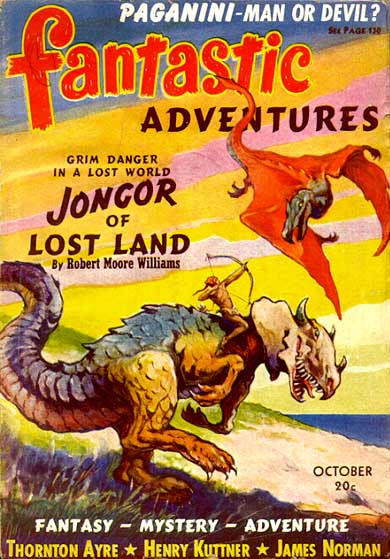
1940년 10월 커버

판타스틱 어드벤처스(Fantastic Adventures)는 1939년부터 1953년까지 지프 데이비스에서 출판된 미국의 펄프 판타지 및 SF 잡지이다. 처음에는 지프 데이비스의 다른 SF 타이틀인 어메이징 스토리스의 편집자이기도 한 레이먼드 A. 팔머(Raymond A. Palmer)가 편집했다. 처음 9개 호는 침대 시트 형식이었지만 1940년 6월에 잡지는 표준 펄프 크기로 전환했다. 1940년 말에 거의 취소될 뻔했지만 1940년 10월호는 로버트 무어 윌리엄스(Robert Moore Williams)의 "Jonor of Lost Land"에 대한 J. 앨런 세인트 존(J. Allen St. John)의 강력한 표지 덕분에 예상치 못한 좋은 판매를 누렸다. 1941년 5월까지 잡지는 정기적인 월간 일정으로 발행되었다. SF 역사가들은 팔머가 지속적으로 높은 소설 수준을 유지할 수 없었다고 생각하지만 판타스틱 어드벤처스는 곧 가볍고 기발한 이야기로 명성을 얻었다. 대부분의 자료는 소수의 작가 그룹이 자신의 이름과 집 이름을 사용하여 작성했다. 그 시대의 다른 많은 펄프와 마찬가지로 커버 아트는 멜로드라마적인 액션 장면의 아름다운 여성에 초점을 맞췄다. 정규 표지 아티스트 중 한 명은 매력적인 "MacGirl" 표지를 쓴 H.W. 맥컬리(H.W. McCauley)는 독자들에게 인기가 있었지만 매력적이고 종종 부분적으로 옷을 입은 여성의 묘사에 대한 강조가 약간의 반대를 불러일으켰다.